# Maurice Kirya
Maurice Kirya est un chanteur, auteur-compositeur, acteur et humanitaire originaire d'Ouganda.
Lauréat en 2010 du Prix découvertes RFI, Maurice est considéré comme le pionnier de la musique soul ougandaise un style qu'il a surnommé Mwooyo.
Kirya a joué dans plus de 35 pays et a collaboré à des performances avec la superstar américaine Ne-Yo, la superstar allemande Mark Forster et l'actrice américaine Jordin Sparks.

## Carrière d'acteur
Maurice a également figuré dans des films hollywoodiens comme The Queen Of Katwe en tant que "Theo" aux côtés de Lupita Nyongo et David Oyelowo, il a également joué dans Le dernier roi d'Écosse avec Forest Whitaker, Kerry Washington et David Oyelowo.
Kirya est actuellement à l'affiche de The Girl In the Yellow Jumper, un film à venir réalisé par Loukman Ali.

## Autres
Il est le PDG et fondateur de The Sound Cup Coffee, une marque de café haut de gamme qui a débuté en tant que restaurant en 2013. Il est également PDG et fondateur de Piz & Pots, une agence de branding basée en Ouganda. Piz & Pots est la société qui organise également le festival de musique annuel Kiryalive festival à Kampala qui accueille des musiciens du pays et du monde entier.

## Engagement
Kirya est un militant de la jeunesse et de la santé qui collabore également avec l'organisation Hijra et le HCR en Ouganda dans les efforts visant à protéger la vie et les droits des réfugiés.
En raison de sa passion pour la conservation de la vie sauvage, Kirya a été nommé ambassadeur de WILD AID aux côtés de noms puissants tels que l'acteur Jackie Chan, Tony Jaa et Li Bingbing.
Musicien et acteur, il a remporté le prix la découverte RFI en 2010,,,,,.
Il a été nommé pour la vidéo pop afro la plus douée de l'année aux prix de la musique vidéo de la chaîne O en 2012.
Il a été l'un des trois artistes ougandais à se produire au premier festival annuel Tribe One, en Afrique du Sud.

## Vie privée
Maurice Kirya vient d'une famille de musiciens, sa défunte mère les asseyait autour du feu. À chaque fois qu'il y avait une panne de courant - ce qui était une chose courante - elle leur enseignait alors des chansons et des comptines folkloriques. Son amour pour le chant s'est enflammé dans ces nuits sombres et chaudes. Il fusionne son style ougandais, Mwooyo, avec le R'NB, la Soul et le Jazz. Il joue de la guitare, de la basse et du piano et écrit toute sa musique.

## Discographie

### Singles
Maurice Kirya a de nombreux singles notamment T'aimer, Munonde, Donne-moi de la lumière, Si froid, Busaabala, Jamais été aimé, Njagala gwe, Njagala gwe Rmx, Bière Naabo, Beera Naabo Rmx, Binadamu avec AY, Allons-y!, Arrêter, Arrêter RMX, Boda Boda, Dis-moi, Village girl avec Valerie Kimani, Locaux et autochtones exploit, Révolution, Revolution Rmx feat Navio & Da myth, Nuit silencieuse, Travaillez-le, Bémoola, De l'argent, Attendez, I will sing (Live at Peace Day), To love you (Live at Peace Day)

## Filmographie
| Année | Titre                   | Roles |
| ----- | ----------------------- | ----- |
| 2006  | Le Dernier Roi d'Écosse |       |
| 2016  | La Dame de Katwe        | Theo  |
|       | La fille au pull jaune  |       |